# 第29届评论家选择奖
第29届评论家选择奖（英語：29th Critics' Choice Awards）為評論家選擇協會表彰2023年电影行业和电视行业杰出成绩的活動。典礼在美国加利福尼亚州费尔蒙世纪广场酒店于2024年1月14日举行。 由雀兒喜·漢德勒主持，CW电视网转播。
与前三年一样，电影和电视提名分别公布。电视提名于2023年12月5日公布。电影提名于2023年12月13日公布。
《Barbie芭比》获得18项电影提名，《奧本海默》和《可憐的東西》各获得 13 项提名。《晨間直播秀》获得6项电视提名，《继承之战》获得5项提名。

## 提名名单

### 电影
| 最佳電影 - 《奧本海默》 - 《美国小说》 - 《Barbie芭比》 - 《紫色姐妹花》 - 《滯留生》 - 《花月殺手》 - 《音乐大师》 - 《之前的我們》 - 《可憐的東西》 - 《萨特本》 | 最佳導演 - 克里斯托弗·诺兰 – 《奧本海默》 - 布萊德利·庫柏 – 《音乐大师》 - 葛莉塔·葛薇 – 《Barbie芭比》 - 尤格·藍西莫 – 《可憐的東西》 - 亚历山大·佩恩 – 《滯留生》 - 马丁·斯科塞斯 – 《花月殺手》 |
| 最佳男主角 - 保罗·吉亚玛提 – 《滯留生》 - 布萊德利·庫柏 – 《音乐大师》 - 莱昂纳多·迪卡普里奥 – 《花月殺手》 - 科爾曼·多明戈 – 《魯斯汀：民運推手》 - 基利安·墨菲 – 《奧本海默》 - 傑佛瑞·萊特 – 《美国小说》                                                                      | 最佳女主角 - 艾瑪·史東 – 《可憐的東西》 - 莉莉·格萊斯頓 – 《花月殺手》 - 桑德拉·惠勒 – 《坠落的审判》 - 葛莉塔·李 – 《之前的我們》 - 嘉莉·慕萊根 – 《音乐大师》 - 瑪歌·羅比 – 《Barbie芭比》 |
| 最佳男配角 - 小勞勃·道尼 – 《奧本海默》 - 斯特林·K·布朗 – 《美国小说》 - 罗伯特·德尼罗 – 《花月殺手》 - 瑞恩·高斯林 – 《Barbie芭比》 - 查爾斯·梅爾頓 – 《五月的你，十二月的她》 - 马克·鲁法洛 – 《可憐的東西》                                                                    | 最佳女配角 - 達芬·喬伊·藍道夫 – 《滯留生》 - 艾美莉·賓特 – 《奧本海默》 - 丹妮尔·布鲁克斯 –《紫色姐妹花》 - 艾美莉卡·弗利拉 – 《Barbie芭比》 - 茱迪·科士打 – 《泳不放棄》 - 茱莉安·摩爾 – 《五月的你，十二月的她》                                                                                                  |
| 最佳年輕演員 - 多明尼克·塞萨 – 《滯留生》 - 艾比·萊德·福特森 – 《上帝在吗？我是玛格丽特》 - 雅瑞安娜·葛林布雷 – 《Barbie芭比》 - 卡拉·莲恩 – 《旺卡》 - 米洛·马查多-格拉内（Milo Machado-Graner） – 《坠落的审判》 - 玛德琳·尤娜·韦尔斯（Madeleine Yuna Voyles） – 《A.I.創世者》 | 最佳整體演出 - 《奧本海默》 - 《AIR》 - 《Barbie芭比》 - 《紫色姐妹花》 - 《滯留生》 - 《花月殺手》 |
| 最佳原創劇本 - 葛莉塔·葛薇和諾亞·波拜克 – 《Barbie芭比》 - 山米·伯奇 – 《五月的你，十二月的她》 - 亚历克斯·康佛瑞（Alex Convery） – 《AIR》 - 布萊德利·庫柏和喬許·辛格 – 《音乐大师》 - 大卫·海明森（David Hemingson） – 《滯留生》 - 席琳·宋 – 《之前的我們》                    | 最佳改编剧本 - 科德·杰斐遜 – 《美国小说》 - 凯利·弗雷蒙·克雷格 – 《上帝在吗？我是玛格丽特》 - 安德魯·海格 – 《都是陌生人》 - 托尼·麥克納馬拉 – 《可憐的東西》 - 克里斯托弗·诺兰 – 《奧本海默》 - 艾瑞克·羅斯和马丁·斯科塞斯 – 《花月殺手》                                                                          |
| 最佳攝影 - 霍伊特·凡·霍伊特瑪 - 《奧本海默》 - 馬修·李巴提克 - 《音乐大师》 - 羅德里哥·普里托 - 《Barbie芭比》 - 羅德里哥·普里托 - 《花月殺手》 - 罗比·瑞恩 - 《可憐的東西》 - 萊納斯·桑德格倫 - 《萨特本》                                                                       | 最佳剪接 - 珍妮佛·拉梅 – 《奧本海默》 - 威廉·戈登伯格 – 《AIR》 - 尼克·霍伊（Nick Houy） – 《Barbie芭比》 - 欧格斯·马夫罗萨里迪斯 – 《可憐的東西》 - 黛瑪·史娟梅嘉 – 《花月殺手》 - 蜜雪兒·特索羅 – 《音乐大师》 |
| 最佳服裝設計 - 賈桂琳·杜倫 - 《Barbie芭比》 - 林迪·海明 - 《旺卡》 - Francine Jamison-Tanchuck -《紫色姐妹花》 - Holly Waddington - 《可憐的東西》 - 杰奎琳·韦斯特 - 《花月殺手》 - 簡提·耶茨 & David Crossman - 《拿破崙》                                                       | 最佳美術指導 - Sarah Greenwood & Katie Spencer - 《Barbie芭比》 - Suzie Davies & Charlotte Diricks - 《萨特本》 - Ruth De Jong & Claire Kaufman - 《奧本海默》 - Jack Fish & Adam Willis - 《花月殺手》 - James Price, Shona Heath & Szusza Mihalek - 《可憐的東西》 - Adam Stockhausen & Kris Moran - 《小行星城》 |
| 最佳電影配樂 - 魯德溫·葛瑞森 - 《奧本海默》 - 傑斯金·芬德里克斯 - 《可憐的東西》 - 迈克·吉亚奇诺 - 《绝境盟约》 - 丹尼爾·彭伯頓 - 《蜘蛛俠：飛躍蜘蛛宇宙》 - 羅比·羅伯森 - 《花月殺手》 - 馬克·朗森和安德魯·瓦耶特 - 《Barbie芭比》                                               | 最佳電影原創歌曲 - "我只是肯尼" - 《Barbie芭比》 - "徹夜熱舞" - 《Barbie芭比》 - "Peaches" - 《超級瑪利歐兄弟電影版》 - "Road to Freedom" - 《魯斯汀：民運推手》 - "This Wish" - 《星願》 - "What Was I Made For?" - 《Barbie芭比》                                                                                 |
| 最佳化妝與髮型設計 - 《Barbie芭比》 - 《紫色姐妹花》 - 《音乐大师》 - 《奧本海默》 - 《可憐的東西》 - 《普瑞希拉》 | 最佳視覺效果 - 《奧本海默》 - 《A.I.創世者》 - 《星際異攻隊3》 - 《不可能的任務：致命清算 第一章》 - 《可憐的東西》 - 《蜘蛛俠：飛躍蜘蛛宇宙》 |
| 最佳喜劇電影 - 《Barbie芭比》 - 《美国小说》 - 《下装》 - 《滯留生》 - 《調教你處男》 - 《可憐的東西》 | 最佳動畫 - 《蜘蛛俠：飛躍蜘蛛宇宙》 - 《蒼鷺與少年》 - 《元素方城市》 - 《怪物少女妮莫娜》 - 《忍者龜：變種大亂鬥》 - 《星願》 |
| 最佳外語片 - 《坠落的审判》 (Anatomie d'une chute) • 法国 - 《哥吉拉-1.0》 (ゴジラ -1.0)• 日本 - 《我的完美日常》• 日本 - 《绝境盟约》 (La sociedad de la nieve) • 西班牙 - 《法式火锅》 (La Passion de Dodin Bouffant) • 法国 - 《利益区域》 • 英国                              | |

### 电视
| 最佳劇情類影集 - 《继承之战》 (HBO\|Max) - 《王冠》 (Netflix) - 《頭號外交官》 (Netflix) - 《最後生還者》 (HBO\|Max) - 《洛基》 (Disney+) - 《晨間直播秀》 (Apple TV+) - 《星际迷航：奇异新世界》 (Paramount+) - 《胜利时刻：湖人王朝崛起》 (HBO\|Max)                                                           | |
| 劇情類影集最佳男主角 - 基蘭·克金 – 《继承之战》 (HBO\|Max) - 汤姆·希德勒斯顿 – 《洛基》 (Disney+) - 蒂莫西·奥利芬特 – 《火线警探：底特律追擊》 FX) - 佩德羅·帕斯卡 – 《最後生還者》 (HBO\|Max) - 拉蒙·羅德里格斯 – 《特伦特探员》 (美国广播公司) - 傑瑞米·史壯 – 《继承之战》 (HBO\|Max)                         | 劇情類影集最佳女主角 - 莎拉·史努克 – 《继承之战》 (HBO\|Max) - 詹妮弗·安妮斯顿 – 《晨間直播秀》 (Apple TV+) - 安潔紐·艾莉絲 – 《火线警探：底特律追擊》 (FX) - 貝拉·拉姆齊 – 《最後生還者》 (HBO\|Max) - 凱莉·羅素 – 《頭號外交官》 (Netflix) - 麗絲·韋花絲潘 – 《晨間直播秀》 (Apple TV+)                      |
| 最佳劇情類影集男配角 - 比利·克鲁德普 – 《晨間直播秀》 (Apple TV+) - 卡力·阿達拉 – 《王冠》 (Netflix) - 羅恩·西法斯·瓊斯 – 《直言真相》 (Apple TV+) - 馬修·麥費狄恩 – 《继承之战》 (HBO\|Max) - 關繼威 – 《洛基》 (Disney+) - 盧夫斯·塞維爾 – 《頭號外交官》 (Netflix)                                            | 劇情類影集最佳女配角 - 伊莉莎白·戴比基 – 《王冠》 (Netflix) - 妮可·貝哈瑞 – 《晨間直播秀》 (Apple TV+) - 蘇菲雅·迪馬蒂諾 – 《洛基》 (Disney+) - 西莉亚·罗斯·古丁 – 《星际迷航：奇异新世界》 (Paramount+) - 凱倫·皮特曼 – 《晨間直播秀》 (Apple TV+) - 姬絲汀娜·莉芝 – 《黃蜂》 (Showtime電視網)                |
| 最佳喜劇類影集 - 《大熊餐廳》 (FX) - 《小学风云》 (ABC) - 《殺手進城》 (HBO\|Max) - 《漫才梅索太太》 (Amazon Prime Video) - 《撲克臉》 (孔雀) - 《救贖犬》 (FX) - 《诊疗中》 (Apple TV+) - 《吸血鬼生活》 (FX)                                                                                                   | |
| 喜劇類影集最佳男主角 - 傑瑞米·艾倫·懷特 – 《大熊餐廳》 (FX) - 比爾·哈德 – 《殺手進城》 (HBO\|Max) - 史提夫·馬丁 – 《破案三人行》 (Hulu) - 卡伊凡·諾瓦克 – 《吸血鬼生活》 (FX) - 德魯·塔沃 – 《大哥大姐没出息》 (HBO\|Max) - 德德哈罗·伍恩-阿乙-太任 – 《救贖犬》 (FX)                                            | 喜劇類影集最佳女主角 - 阿尤·艾德維利 – 《大熊餐廳》 (FX) - 瑞秋·布羅斯納安 – 《漫才梅索太太》 (Prime Video) - 昆塔·布倫森 – 《小学风云》 (ABC) - 布里奇特·埃弗里特 – 《堪薩斯之歌》 (HBO\|Max) - 黛芙芮·雅各 – 《救贖犬》 (FX) - 娜塔莎·雷昂 – 《撲克臉》 (Peacock)                                            |
| 喜劇類影集最佳男配角 - 艾邦·摩斯-貝克許 – 《大熊餐廳》 (FX) - 菲尔·邓斯特 – 《泰德·拉索：錯棚教練趣事多》 (Apple TV+) - 哈里森·福特 – 《诊疗中》 (Apple TV+) - 哈维·吉兰 – 《吸血鬼生活》 (FX) - 詹姆斯·馬斯登 – 《陪审义务》 (Amazon Freevee) - 亨利·温克勒 – 《殺手進城》 (HBO\|Max)                           | 喜劇類影集最佳女配角 - 梅麗·史翠普 – 《破案三人行》 (Hulu) - 宝莲娜·亚历克西斯 – 《救贖犬》 (FX) - 艾利克斯·布斯汀 – 《漫才梅索太太》 (Prime Video) - 贾内尔·詹姆斯 – 《小学风云》 (ABC) - 雪莉·李·拉爾夫 – 《小学风云》 (ABC) - 杰西卡·威廉姆斯 – 《诊疗中》 (Apple TV+)                                      |
| 最佳限定劇集 - 《怒呛人生》 (Netflix) - 《黛西与乐队》 (Prime Video) - 《冰血暴》 (FX) - 《同路人》 (Showtime) - 《化学课》 (Apple TV+) - 《爱与死亡》 (HBO\|Max) - 《末日謎殺》 (FX) - 《亂世微光》 (国家地理)                                                                                                  | 最佳電視電影 - 《猜谜女士》 (Hulu) - 《凯恩号哗变》 (Showtime) - 《最佳类型》 (Paramount+) - 《蒙克先生的最后一案：神探阿蒙大电影》 (Peacock) - 《暗夜異劫》 (Hulu) - 《告密者》 (HBO\|Max) |
| 最佳限定劇集或電視電影男主角 - 史蒂文·連 – 《怒呛人生》 (Netflix) - 马修·波莫 – 《同路人》 (Showtime) - 汤姆·赫兰德 – 《擁擠的房間》 (Apple TV+) - 大衛·奧伊羅 – 《执法者：巴斯·里夫斯》 (Paramount+) - 托尼·舍卢卜 – 《蒙克先生的最后一案：神探阿蒙大电影》 (Peacock) - 基夫·修打蘭 – 《凯恩号哗变》 (Showtime) | 最佳限定劇集或電視電影女主角 - 黄阿丽 – 《怒呛人生》 (Netflix) - 凯特琳·德弗 – 《暗夜異劫》 (Hulu) - 布丽·拉尔森 – 《化学课》 (Apple TV+) - 蓓尔·宝利 – 《亂世微光》 (National Geographic) - 席德妮·史威尼 – 《告密者》 (HBO\|Max) - 朱诺·谭波儿 – 《冰血暴》 (FX)                                             |
| 最佳限定劇集或電視電影男配角 - 喬納森·拜利 – 《同路人》 (Showtime) - 泰勒·克奇 – 《无痛杀手》 (Netflix) - 杰西·普莱蒙 – 《爱与死亡》 (HBO\|Max) - 路易斯·普曼 – 《化学课》 (Apple TV+) - 李佛·薛伯 – 《亂世微光》 (National Geographic) - 賈斯汀·塞洛克斯 – 《白宮水管工》 (HBO\|Max)                            | 最佳限定劇集或電視電影女配角 - 玛丽亚·贝罗 – 《怒呛人生》 (Netflix) - 比莉·布勒 – 《亂世微光》 (National Geographic) - 薇拉·費茲傑羅 – 《亞瑟府的沒落》 (Netflix) - 雅佳·娜歐蜜·金 – 《化学课》 (Apple TV+) - 玛丽·麦克唐奈 – 《亞瑟府的沒落》 (Netflix) - 卡米尔·莫罗尼 – 《黛西与乐队》 (Prime Video)        |
| 最佳動畫劇集 - 《歪小子史考特：火力全開》 (Netflix) - 《妙妙犬布麗》 (Disney+) - 《开心汉堡店》 (福斯廣播公司) - 《哈莉·奎茵》 (HBO\|Max) - 《星際爭霸戰：底層甲板》 (Paramount+) - 《扬之爱》Young Love (HBO\|Max)                                                                                              | 最佳外语剧集 - 《亚森·罗宾》 (Netflix) • 法国 - 《身价》 (Paramount+) • 大韩民国 - 《黑暗荣耀》 (Netflix) • 大韩民国 - 《好母亲》 (Apple TV+) • 英国 / 意大利 - 《緘默譯者》The Interpreter of Silence (Hulu) • 德国 / 波兰 - 《假面女郎》 (Netflix) • 大韩民国 - 《Moving》 (Hulu) • 大韩民国                 |
| 最佳脫口秀 - 《約翰奧利佛之昔日新聞報報》 (HBO\|Max) - 《葛雷漢諾頓秀》 (英國廣播公司美國台) - 《吉米·坎摩尔直播秀》 (ABC) - 《凱莉·克拉克森秀》 (全国广播公司) - 《塞斯·梅耶斯深夜秀》 (NBC) - 《斯蒂芬·科拜尔晚间秀》 (CBS)                                                                                    | 最佳喜剧特辑 - 《John Mulaney: Baby J》 (Netflix) - 《Alex Borstein: Corsets & Clown Suits》 (Prime Video) - 《约翰·厄尔利: Now More Than Ever》 (HBO\|Max) - 《麥克·柏比葛利亞: The Old Man and the Pool》 (Netflix) - 《特雷弗·诺亚: Where Was I》 (Netflix) - 《旺达·塞克丝: I'm an Entertainer》 (Netflix) |

## 电影多项提名与获奖
以下二十部影片获得多项提名：
| 作品                       | 提名数 |
| -------------------------- | ------ |
| 《Barbie芭比》             | 18     |
| 《奧本海默》               | 13     |
| 《可憐的東西》             | 13     |
| 《花月殺手》               | 12     |
| 《滯留生》                 | 8      |
| 《音乐大师》               | 8      |
| 《美国小说》               | 5      |
| 《紫色》                   | 5      |
| 《AIR》                    | 3      |
| 《坠落的审判》             | 3      |
| 《五月的你，十二月的她》   | 3      |
| 《之前的我們》             | 3      |
| 《萨特本》                 | 3      |
| 《蜘蛛俠：飛躍蜘蛛宇宙》   | 3      |
| 《上帝在吗？我是玛格丽特》 | 2      |
| 《A.I.創世者》             | 2      |
| 《魯斯汀：民運推手》       | 2      |
| 《绝境盟约》               | 2      |
| 《星願》                   | 2      |
| 《旺卡》                   | 2      |

以下三部影片获得了多个奖项：
| 作品           | 获奖数 |
| -------------- | ------ |
| 《奧本海默》   | 8      |
| 《Barbie芭比》 | 6      |
| 《滯留生》     | 3      |

## 电视多项提名与获奖
以下29个节目获得多项提名：
| 作品                                   | 电视网             | 类别 | 提名数 |
| -------------------------------------- | ------------------ | ---- | ------ |
| 《晨間直播秀》                         | Apple TV+          | 剧情 | 6      |
| 《继承之战》                           | HBO / Max          | 剧情 | 5      |
| 《小学风云》                           | 美国广播公司       | 喜剧 | 4      |
| 《大熊餐廳》                           | FX                 | 喜剧 | 4      |
| 《怒呛人生》                           | Netflix            | 有限 | 4      |
| 《化学课》                             | Apple TV+          | 有限 | 4      |
| 《洛基》                               | Disney+            | 剧情 | 4      |
| 《救贖犬》                             | FX                 | 喜剧 | 4      |
| 《亂世微光》                           | 国家地理           | 有限 | 4      |
| 《殺手進城》                           | HBO / Max          | 喜剧 | 3      |
| 《王冠》                               | Netflix            | 剧情 | 3      |
| 《頭號外交官》                         | Netflix            | 剧情 | 3      |
| 《同路人》                             | Showtime電視網     | 有限 | 3      |
| 《最後生還者》                         | HBO / Max          | 剧情 | 3      |
| 《漫才梅索太太》                       | Amazon Prime Video | 喜剧 | 3      |
| 《诊疗中》                             | Apple TV+          | 喜剧 | 3      |
| 《吸血鬼生活》                         | FX                 | 喜剧 | 3      |
| 《凯恩号哗变》                         | Showtime           | 电影 | 2      |
| 《黛西与乐队》                         | Prime Video        | 有限 | 2      |
| 《亞瑟府的沒落》                       | Netflix            | 有限 | 2      |
| 《冰血暴》                             | FX                 | 有限 | 2      |
| 《火线警探：底特律追擊》               | FX                 | 剧情 | 2      |
| 《爱与死亡》                           | HBO / Max          | 有限 | 2      |
| 《蒙克先生的最后一案：神探阿蒙大电影》 | 孔雀               | 电影 | 2      |
| 《暗夜異劫》                           | Hulu               | 电影 | 2      |
| 《破案三人行》                         | Hulu               | 喜剧 | 2      |
| 《撲克臉》                             | Peacock            | 喜剧 | 2      |
| 《告密者》                             | HBO / Max          | 电影 | 2      |
| 《星际迷航：奇异新世界》               | Paramount+         | 剧情 | 2      |

以下3个节目获得了多个奖项：
| 作品         | 电视网    | 类别 | 获奖数 |
| ------------ | --------- | ---- | ------ |
| 《大熊餐廳》 | FX        | 喜剧 | 4      |
| 《怒呛人生》 | Netflix   | 有限 | 4      |
| 《继承之战》 | HBO / Max | 剧情 | 3      |